# كاتيا شروفينكر
كاتيا شروفينكر (بالإيطالية: Katja Schroffenegger)‏: حارسة مرمى كرة قدم إيطالية. وتلعب حاليا لنادي بايرن ميونيخ للسيدات في الدوري الألماني. لعبت مع المنتخب الوطني الإيطالي لأول مرة في نيسان 2011. وهي حاليا الحارس الرابع للمنتخب الوطني.

## روابط خارجية
- كاتيا شروفينكر على موقع الاتحاد الأوربي (الإنجليزية)
- كاتيا شروفينكر على موقع قاعدة بيانات كرة القدم.إي يو (الإنجليزية)
- كاتيا شروفينكر على موقع بيانات كرة القدم. دي إي (الألمانية)
- كاتيا شروفينكر على موقع Soccerway.com (الإنجليزية)
- كاتيا شروفينكر على موقع عالم كرة القدم.نت (الإنجليزية)